# Jean-Marie Abrial
Pour les articles homonymes, voir Abrial.
Jean-Marie Charles Abrial, né le 17 décembre 1879 à Réalmont, mort le 19 décembre 1962 à Dourgne, est un officier de marine français. Il effectue toute sa carrière dans la Marine nationale et parvient au grade de vice-amiral. Il sert le régime de Vichy au début de la Seconde Guerre mondiale et sera nommé ministre de la Marine du régime de Vichy de novembre 1942 à mars 1943.

## Biographie

### Carrière d'officier de marine
Fils de Raymond Arthur Abrial, receveur de l'enregistrement et de Marie-Caroline Anna, Jean Marie Charles Abrial est né le 17 décembre 1879 à Réalmont. Il entre à l'École navale en 1896, il effectue par la suite une brillante carrière dans la marine française.
Il est successivement lieutenant de vaisseau sur le cuirassé Jean-Bart en 1914 à l'aube de la Première Guerre mondiale, puis en 1920 capitaine de frégate et capitaine de vaisseau en 1925.
Il est affecté à la direction générale de la guerre sous-marine au ministère de la Guerre en 1917.
Il fait le tour du monde comme commandant du croiseur de 10 000 tonnes Tourville.
Vice-amiral en 1936, il commande l'escadre de Méditerranée. Il est nommé en mars 1938 préfet maritime à Toulon.

### Seconde Guerre mondiale
En 1939, il est nommé commandant du théâtre des opérations du Nord après avoir été nommé à la déclaration de guerre amiral "Nord".
Son nom reste encore aujourd'hui attaché à la défense de Dunkerque,son action et celle de ses troupes permettent le départ vers l'Angleterre d'importants contingents anglais et français, plus de 300 000 hommes.
Auparavant, il seconde ainsi le général Fagalde[réf. nécessaire], et réussissent à contenir les troupes allemandes en aval de l'Aa mais ne parviennent pas à empêcher l'encerclement des troupes franco-britanniques dans la poche de Dunkerque.
Refusant d'abandonner ses hommes, le vice-amiral Abrial est fait prisonnier le 4 juin 1940. Il est cependant libéré grâce à l'amiral Darlan. 
Après le traumatisme de Mers el-Kébir, il est nommé par le maréchal Pétain gouverneur général de l'Algérie (succédant à Georges Lebeau en place depuis 1935, qui est limogé), poste qu'il occupe du 20 juillet 1940 au 16 juillet 1941. 
Le général Weygand lui succède. Abrial remplace alors le contre-amiral Auphan comme secrétaire d’État à la Marine. 
Le maréchal Pétain le nomme ensuite ministre de la Marine, portefeuille qu'il détient du 29 novembre 1942 au 25 mars 1943, la veille de son départ du gouvernement.

### Après-guerre
Il est arrêté à la Libération et condamné le 14 août 1946, par la Haute Cour de justice à dix ans de travaux forcés, dégradation nationale à vie pour sa collaboration avec le régime de Vichy.
Sa peine est commuée en cinq ans de prison. Le 2 décembre 1947, il est mis en liberté conditionnelle.Il sera ensuite réhabilité dans ses droits[réf. nécessaire]
Jean Abrial meurt à Dourgne le 19 décembre 1962  et s'y trouve inhumé.

## Décorations

### Décorations françaises
- Officier de l'ordre du Mérite maritime (27 juillet 1935).
- Grand officier de la Légion d'honneur
  - Chevalier (31 décembre 1913), Officier (30 avril 1921), Commandeur (30 juin 1932), Grand officier (24 décembre 1937), Grand-croix (30 mai 1940) de la Légion d'honneur.

Le 16 décembre 1960, il est réintégré dans la Légion d'honneur mais comme grand officier (la Grande Chancellerie considère que l'amiral Abrial est seulement grand officier car le contingent spécial 1939-1940 au titre duquel il aurait été élevé à la dignité de Grand-croix n'a été ratifié qu'en 1948, donc postérieurement à sa radiation).
- Croix de guerre 1939-1945 avec 3 palmes de bronze
- Médaille militaire (14 juillet 1941). Il n'est toutefois pas présent dans la liste "exhaustive" des officiers généraux récipiendaires publiée au Journal Officiel en 2005[7].
- Ordre de la Francisque (1942)[8]

### Décorations étrangères
- Commandeur du Ouissam alaouite (Maroc)
- Commandeur du Nichan Iftikhar (Tunisie)